# Mithrax pleuracanthus
Mithrax pleuracanthus är en kräftdjursart som beskrevs av William Stimpson 1871. Mithrax pleuracanthus ingår i släktet Mithrax och familjen Mithracidae. Inga underarter finns listade i Catalogue of Life.